# Erigone longipalpis
Erigone longipalpis là một loài nhện trong họ Linyphiidae. Chúng được miêu tả năm 1830 bởi Sundevall.

## Phân loài
- Erigone longipalpis meridionalis Eugène Simon, 1926
- Erigone longipalpis pirini Deltshev, 1983